# A-397
La A-397 es una carretera autonómica andaluza, perteneciente a la Red Básica de Articulación del Catálogo de Carreteras de la Junta de Andalucía que une Ronda con San Pedro de Alcántara. Discurre enteramente por la provincia de Málaga.
Su trazado es muy curvilíneo y en fuerte pendiente, y ofrece vistas de un gran paisaje montañoso. Es muy utilizada por los motoristas y es peligrosa por la cantidad de ganado que la cruza habitualmente, por las nevadas y placas de hielo, por las rocas que caen y por la niebla formada con frecuencia en la zona. 
Al ser la principal comunicación de Ronda con la Costa del Sol, tiene mucho tráfico rodado y es habitual el paso de camiones, sobre todo en los días laborables. También es habitual el continuo paso de autobuses turísticos de San Pedro a Ronda y viceversa.
Tras el paso de la Borrasca Jana, en marzo de 2025, las lluvias provocaron un desprendimiento de un talud en el kilómetro 31, afectando a la estructura de un puente existente en ese punto. Se estima que, como mínimo, esta carretera permanezca cerrada al tráfico durante los próximos 9 meses.